# Каряка, Андрей Константинович
Андре́й Константи́нович Каря́ка (укр. Андрій Костянтинович Каряка; род. 1 апреля 1978, Днепропетровск) — украинский и российский футболист, полузащитник, футбольный тренер. Сыграл 27 матчей за национальную сборную России, забил 6 голов.

## Биография
На профессиональный выбор Андрея Каряки повлияли успехи «Днепра», который дважды, в 1983 и 1988 годах, был чемпионом СССР и четырежды — призёром, а 1989 — обладателем Кубка страны. В Кубке европейских чемпионов «Днепр» два раза доходил до четвертьфинала.
Кумирами Каряки были звезды «Днепра» атакующий полузащитник Геннадий Литовченко и бомбардир, обладатель континентальной «Серебряной бутсы» 1985 года Олег Протасов. Сначала Каряка играл в дворовый футбол, а в семилетнем возрасте начал учёбу в ДЮСШ-12, где его тренером был В. М. Никулин. В 12 лет перешёл в днепропетровское училище олимпийского резерва, после окончания которого в 1995 году перебрался в Запорожье, где начал выступать за местный «Металлург». 23 марта 1996 года впервые сыграл в матче чемпионата Украины против «Днепра» (2:1).
Первый гол в карьере в официальном матче забил 13 ноября 1996 года в игре Кубка Украины в ворота львовских «Карпат» (3:0). Первый гол в чемпионате Украины забил 10 апреля 1997 года в матче против симферопольской «Таврии».
В 1998 году стал игроком киевского ЦСКА. Эта команда как финалист Кубка Украины выступала в розыгрыше Кубка обладателей кубков 1998/99. Каряка участвовал в матчах квалификационного раунда с ирландским «Корк Сити» (1:2, 2:0) и в ответной встрече 1/16 финала с московским «Локомотивом» (1:3).

### «Крылья Советов»
Летом 2000 года Каряка приехал в Самару по приглашению главного тренера «Крыльев Советов» Тарханова. Первую игру провёл 13 августа 2000 года против «Анжи» и заработал пенальти, с помощью которого самарцы сыграли вничью. Всего в 2000 году сыграл пять игр.
К чемпионату 2001 года прочно забронировал за собой место левого полузащитника и вписался в игру средней линии. В 2002 году стал лучшим бомбардиром команды, забив в 28 матчах 12 голов. 19 августа 2003 года в матче против «Зенита» забил свой 29 мяч за клуб и стал лучшим бомбардиром клуба в чемпионатах России.
Самым успешным стал для Каряки сезон 2004 года, когда «Крылья Советов» заняли третье место в чемпионате и играли в финале Кубка России. Сам Каряка забил в том сезоне 22 гола в 37 играх, многие из них — фирменными ударами с дальней дистанции. В чемпионате России стал вторым в списке бомбардиров с 17 голами.
Всего за самарскую команду провел 155 игр и забил 56 мячей.

### «Бенфика»
В 2005 у «Крыльев Советов» возникли серьёзные финансовые проблемы, и руководство клуба было вынуждено продать Каряку в лиссабонскую «Бенфику» за сравнительно небольшую сумму в 2 миллиона евро. В первом же матче против «Сьона», состоявшемся 10 июля 2005 года на предсезонном сборе в Швейцарии, был признан лучшим игроком. В начале сезона регулярно выходил на поле, но затем, в частности из-за строгих норм в отношении футболистов-неевропейцев, осел в запасе. 18 октября 2005 года Каряка дебютировал в Лиге чемпионов в матче «Вильярреал» — «Бенфика». 22 октября в матче с командой «Эштрела Амадора» забил первый гол за «Бенфику». Несмотря на успехи, в ноябре перестал появляться на поле, а ближе к Новому году нечасто попадал и в заявку. В то же время к футболисту стали проявлять интерес российские клубы «Зенит» и «Москва». В январе 2006 года газета «Советский спорт» под заголовком «Достал уже этот Лиссабон!» опубликовала интервью с Карякой, в котором он жаловался на неудобства своей жизни в Португалии и на руководство «Бенфики», недостаточно доверявшее футболисту. Отрывки из статьи были напечатаны в португальской прессе, и Каряка был на некоторое время отстранён от тренировок. Тем не менее, остался в «Бенфике», а его агенты доказали, что интервью в «Советском спорте» было сфабриковано, и издание прислало руководству клуба официальное письмо с извинениями. 7 мая 2006 года Каряка после полугодового перерыва вновь вышел на поле.
22 октября 2006 года впервые появился на поле в сезоне 2006/2007, заменив на 69-й минуте Кацураниса, и сразу же отметился голом в ворота «Эштрелы Амадора». 1 ноября на 76-й минуте матча 4-го тура Лиги чемпионов 2006/2007 вышел на замену и после паса Нельсона забил гол в ворота шотландского «Селтика».

### «Сатурн»
В апреле 2006 года стали ходить слухи о возвращении Каряки в российский чемпионат. В качестве претендентов назывались несколько клубов премьер-лиги, однако выиграл борьбу подмосковный «Сатурн». Каряка сразу стал твердым игроком основного состава: в сезоне-2007 он сыграл практически все матчи (пропуская игры только из-за перебора желтых карточек) и стал лучшим бомбардиром команды с 11 мячами. В следующем сезоне ситуация не изменилась — Каряка по-прежнему стабильно появлялся в стартовом составе и стал одним из лучших в команде по системе гол+пас. За команду выступал в течение четырёх сезонов, сыграв более чем в ста матчах.

### «Динамо»
После того, как в январе 2011 года «Сатурн» прекратил своё существование, Каряка стал свободным агентом. 10 февраля он подписал контракт на 1,5 года с московским «Динамо». Первые голы забил в матче 1/16 финала Кубка России против «Мордовии», оформив дубль.

### «Волга» НН
В феврале 2012 года перешёл в нижегородскую «Волгу». 26 марта в матче чемпионата против «Терека» отметился сотым голом в зачёт «Клуба 100». В «Волге» сразу стал лидером команды, а с уходом Руслана Аджинджала и капитаном. Признан лучшим игроком команды в 2013 году.

### Игры за сборную
24 мая 2001 года Каряка получил приглашение в сборную Украины. В то же время в его услугах была заинтересована и российская национальная команда. 29 мая принял решение выступать за сборную России. 7 августа получил приглашение в сборную России, которую тренировал тогда Олег Романцев и 16 августа дебютировал в её составе, провел первый тайм в матче с национальной командой Греции, который завершился со счетом 0:0.
Был в списке кандидатов на поездку на чемпионат мира по футболу 2002 года, но не попал в итоговую заявку.
7 сентября 2002 года забил первый гол за сборную России в матче со сборной Ирландии в отборочном цикле к чемпионату Европы 2004. На чемпионате в Португалии принял участие во всех трёх играх сборной.

### Тренер
С января 2015 по 11 апреля 2018 — старший тренер в «Амкаре». В июне 2017 поступил в Академию тренерского мастерства при РФС.
С марта по октябрь 2021 года являлся одним из тренеров в клубе «Родина»: сначала в главной команде, а затем в команде-участнице чемпионата Москвы.
С октября 2021 по август 2022 года входил в тренерский штаб московского «Торпедо».
В конце августа 2022 года стал главным тренером медийной команды «Родина Медиа». В сезоне 2023 выиграл с «Родиной Медиа» Медиалигу, обыграв в финале 2DROTS 3:1 на главной арене «Лужников». В 2025 году после расформирования команды стал главным тренером СКА.

## Статистика выступлений

### Клубная карьера
| Клуб                    | Сезон            | Лига | Лига | Кубок | Кубок | Кубок лиги | Кубок лиги | Суперкубок | Суперкубок | Переходные матчи | Переходные матчи | Еврокубки | Еврокубки | Итого | Итого |
| Клуб                    | Сезон            | Игры | Голы | Игры  | Голы  | Игры       | Голы       | Игры       | Голы       | Игры             | Голы             | Игры      | Голы      | Игры  | Голы  |
| ----------------------- | ---------------- | ---- | ---- | ----- | ----- | ---------- | ---------- | ---------- | ---------- | ---------------- | ---------------- | --------- | --------- | ----- | ----- |
| Металлург (Запорожье)   | 1995/96          | 9    | 0    | 2     | 0     | —          | —          | —          | —          | —                | —                | —         | —         | 11    | 0     |
| Металлург (Запорожье)   | 1996/97          | 21   | 4    | 5     | 2     | —          | —          | —          | —          | —                | —                | —         | —         | 26    | 6     |
| Металлург (Запорожье)   | 1997/98          | 11   | 2    | 2     | 0     | —          | —          | —          | —          | —                | —                | —         | —         | 13    | 2     |
| Металлург (Запорожье)   | Итого            | 41   | 6    | 9     | 2     | —          | —          | —          | —          | —                | —                | —         | —         | 50    | 8     |
| ЦСКА (Киев)             | 1997/98          | 0    | 0    | —     | —     | —          | —          | —          | —          | —                | —                | —         | —         | 0     | 0     |
| ЦСКА (Киев)             | 1998/99          | 21   | 1    | 1     | 0     | —          | —          | —          | —          | —                | —                | —         | —         | 22    | 3     |
| ЦСКА (Киев)             | 1999/2000        | 10   | 3    | 0     | 0     | —          | —          | —          | —          | —                | —                | 3         | 0         | 13    | 3     |
| ЦСКА (Киев)             | Итого            | 31   | 4    | 1     | 0     | —          | —          | —          | —          | —                | —                | 3         | 0         | 35    | 4     |
| ЦСКА-2 (Киев)           | 1998/99          | 16   | 3    | —     | —     | —          | —          | —          | —          | —                | —                | —         | —         | 16    | 3     |
| ЦСКА-2 (Киев)           | 1999/2000        | 26   | 2    | —     | —     | —          | —          | —          | —          | —                | —                | —         | —         | 26    | 2     |
| ЦСКА-2 (Киев)           | Итого            | 42   | 5    | —     | —     | —          | —          | —          | —          | —                | —                | —         | —         | 42    | 5     |
| Крылья Советов          | 2000 (2000/01)   | 5    | 0    | 3     | 0     | —          | —          | —          | —          | —                | —                | —         | —         | 8     | 0     |
| Крылья Советов          | 2001 (2001/02)   | 28   | 9    | 3     | 0     | —          | —          | —          | —          | —                | —                | —         | —         | 31    | 9     |
| Крылья Советов          | 2002 (2002/03)   | 28   | 12   | 2     | 0     | —          | —          | —          | —          | —                | —                | 4         | 1         | 34    | 13    |
| Крылья Советов          | 2003 (2003/04)   | 27   | 9    | 7     | 4     | 0          | 0          | —          | —          | —                | —                | —         | —         | 34    | 13    |
| Крылья Советов          | 2004 (2004/05)   | 29   | 17   | 6     | 2     | —          | —          | —          | —          | —                | —                | —         | —         | 35    | 19    |
| Крылья Советов          | 2005 (2005/06)   | 13   | 2    | —     | —     | —          | —          | —          | —          | —                | —                | —         | —         | 13    | 2     |
| Крылья Советов          | Итого            | 130  | 49   | 21    | 6     | 0          | 0          | —          | —          | —                | —                | 4         | 1         | 155   | 56    |
| Крылья Советов-2        | 2000 (2000/01)   | 4    | 1    | —     | —     | —          | —          | —          | —          | —                | —                | —         | —         | 4     | 1     |
| Крылья Советов-2        | Итого            | 4    | 1    | —     | —     | —          | —          | —          | —          | —                | —                | —         | —         | 4     | 1     |
| Бенфика                 | 2005/06          | 9    | 1    | 1     | 0     | —          | —          | 1          | 0          | —                | —                | 1         | 0         | 12    | 1     |
| Бенфика                 | 2006/07          | 2    | 1    | 1     | 0     | —          | —          | —          | —          | —                | —                | 2         | 1         | 5     | 2     |
| Бенфика                 | Итого            | 11   | 2    | 2     | 0     | —          | —          | 1          | 0          | —                | —                | 3         | 1         | 17    | 3     |
| Сатурн (Раменское)      | 2006 (2006/07)   | —    | —    | 2     | 0     | —          | —          | —          | —          | —                | —                | —         | —         | 2     | 0     |
| Сатурн (Раменское)      | 2007 (2007/08)   | 28   | 10   | 2     | 1     | —          | —          | —          | —          | —                | —                | —         | —         | 30    | 11    |
| Сатурн (Раменское)      | 2008 (2008/09)   | 26   | 3    | 0     | 0     | —          | —          | —          | —          | —                | —                | 3         | 0         | 29    | 3     |
| Сатурн (Раменское)      | 2009 (2009/10)   | 28   | 3    | 0     | 0     | —          | —          | —          | —          | —                | —                | —         | —         | 28    | 3     |
| Сатурн (Раменское)      | 2010 (2010/11)   | 26   | 2    | 1     | 0     | —          | —          | —          | —          | —                | —                | —         | —         | 27    | 2     |
| Сатурн (Раменское)      | Итого            | 108  | 18   | 5     | 1     | —          | —          | —          | —          | —                | —                | 3         | 0         | 116   | 19    |
| Динамо (Москва)         | 2011/12          | 11   | 0    | 1     | 2     | —          | —          | —          | —          | —                | —                | —         | —         | 12    | 2     |
| Динамо (Москва)         | Итого            | 11   | 0    | 1     | 2     | —          | —          | —          | —          | —                | —                | —         | —         | 12    | 2     |
| Волга (Нижний Новгород) | 2011/12          | 11   | 4    | 2     | 2     | —          | —          | —          | —          | 2                | 0                | —         | —         | 15    | 6     |
| Волга (Нижний Новгород) | 2012/13          | 23   | 1    | 1     | 0     | —          | —          | —          | —          | —                | —                | —         | —         | 24    | 1     |
| Волга (Нижний Новгород) | 2013/14          | 27   | 2    | 0     | 0     | —          | —          | —          | —          | —                | —                | —         | —         | 27    | 2     |
| Волга (Нижний Новгород) | Итого            | 64   | 8    | 3     | 2     | —          | —          | —          | —          | 2                | 0                | —         | —         | 66    | 10    |
| Всего за карьеру        | Всего за карьеру | 442  | 93   | 42    | 13    | 0          | 0          | 1          | 0          | 2                | 0                | 13        | 2         | 500   | 108   |

### Выступления в сборной
| Номер          | Дата             | Соперники         | Статус  | Счёт           | Статистика      | Источник |
| Бенфика        | Бенфика          | Бенфика           | Бенфика | Бенфика        | Бенфика         | Бенфика  |
| -------------- | ---------------- | ----------------- | ------- | -------------- | --------------- | -------- |
| 27             | 17 августа 2005  | Латвия            | ОЧМ     | 1:1            | 59' 59'         | [ 19 ]   |
| Крылья Советов |                  |                   |         |                |                 |          |
| 26             | 30 марта 2005    | Эстония           | ОЧМ     | 1:1            | 17' 73'         | [ 20 ]   |
| 25             | 26 марта 2005    | Лихтенштейн       | ОЧМ     | 2:1            | 90', 37′        | [ 21 ]   |
| 24             | 9 февраля 2005   | Италия            | т.м.    | 0:2            | 45' ( 46'), 54' | [ 22 ]   |
| 23             | 17 ноября 2004   | Эстония           | ОЧМ     | 4:0            | 90', 23′        | [ 23 ]   |
| 22             | 4 сентября 2004  | Словакия          | ОЧМ     | 1:1            | 90'             | [ 24 ]   |
| 21             | 18 августа 2004  | Литва             | т.м.    | 4:3            | 45' ( 46'), 54′ | [ 25 ]   |
| 20             | 20 июня 2004     | Греция            | ЧЕ      | 2:1            | 45' ( 46'), 39' | [ 26 ]   |
| 19             | 16 июня 2004     | Португалия        | ЧЕ      | 0:2            | 79' ( 79')      | [ 27 ]   |
| 18             | 12 июня 2004     | Испания           | ЧЕ      | 0:1            | 16' ( 74')      | [ 28 ]   |
| —              | 2 июня 2004      | Легионеры РФПЛ    | т.м.    | 3:1            | 45' ( 46')      | [ 29 ]   |
| 17             | 24 мая 2004      | Австрия           | т.м.    | 0:0            | 90'             | [ 30 ]   |
| 16             | 28 апреля 2004   | Норвегия          | т.м.    | 2:3            | 45' ( 46')      | [ 31 ]   |
| —              | 14 февраля 2004  | Симидзу С-Палс    | т.м.    | 1:1            | 45' ( 46'), 86' | [ 32 ]   |
| —              | 11 февраля 2004  | Япония (олим.)    | т.м.    | 1:1            | 90', 27'        | [ 33 ]   |
| 15             | 11 октября 2003  | Грузия            | ОЧЕ     | 3:1            | 45' ( 46')      | [ 34 ]   |
| 14             | 10 сентября 2003 | Швейцария         | ОЧЕ     | 4:1            | 90', 15′ (авт.) | [ 35 ]   |
| 13             | 20 августа 2003  | Израиль           | т.м     | 1:2            | 90'             | [ 36 ]   |
| 12             | 7 июня 2003      | Швейцария         | ОЧЕ     | 2:2            | 52' ( 52')      | [ 37 ]   |
| 11             | 30 апреля 2003   | Грузия            | ОЧЕ     | 0:1            | 90'             | [ 38 ]   |
| 10             | 29 марта 2003    | Албания           | ОЧЕ     | 1:3            | 45' ( 46'), 77′ | [ 39 ]   |
| —              | 26 марта 2003    | Россия            | т.м.    | 2:2            | 60', –2         | [ 40 ]   |
| 9              | 13 февраля 2003  | Румыния           | т.м.    | 4:2            | 90', 34′        | [ 41 ]   |
| 8              | 12 февраля 2003  | Республика Кипр   | т.м.    | 1:0            | 15' ( 75')      | [ 42 ]   |
| 7              | 7 сентября 2002  | Ирландия          | ОЧЕ     | 4:2            | 90', 20′        | [ 43 ]   |
| 6              | 21 августа 2002  | Швеция            | т.м.    | 1:1            | 56' ( 23', 79') | [ 44 ]   |
| 5              | 17 мая 2002      | Беларусь          | т.м.    | 1:1 4:5 (пен.) | 45' ( 46'),     | [ 45 ]   |
| 4              | 27 марта 2002    | Эстония           | т.м.    | 2:1            | 25' ( 65')      | [ 46 ]   |
| 3              | 14 ноября 2001   | Латвия            | т.м.    | 3:1            | 31' ( 59')      | [ 47 ]   |
| 2              | 5 сентября 2001  | Фарерские острова | ОЧМ     | 3:0            | 7' ( 83')       | [ 48 ]   |
| 1              | 15 августа 2001  | Греция            | т.м.    | 0:0            | 45' ( 46')      | [ 49 ]   |

Итого: 27 матчей / 6 голов; 12 побед, 8 ничьих, 7 поражений.

## Достижения

### Командные
«Крылья Советов»
- Бронзовый призёр чемпионата России: 2004
- Финалист Кубка России: 2003/04

«Бенфика»
- Обладатель Суперкубка Португалии: 2005

### Личные
- В списке 33 лучших футболистов чемпионата России (4): № 1 — 2001, 2002, 2003, 2004
- Член Клуба 100 российских бомбардиров (2012 год).